# Bernov (Krajková)
Bernov (německy Bernau) je místní část obce Krajková v okrese Sokolov v Karlovarském kraji. Leží v Přírodním parku Leopoldovy Hamry. V roce 2011 zde trvale žilo 23 obyvatel.
Součástí vesnice je i území bývalé osady Leopoldovy Hamry (německy Leopoldshammer), která ležela severozápadně od Květné. Osada zanikla v souvislosti s výstavbou přehrady Horka v polovině 60. let 20. století.
Bernov leží v katastrálním území Leopoldovy Hamry o výměře 12,8 km².

## Název
Původní název Bärenau dostala tato osada podle formy položení obvodu tvaru medvěda (z německého Bär – medvěd). V roce 1923 byl německý název nahrazen tvarem přizpůsobeným do češtiny: Bernov.

## Historie
První písemná zmínka o vesnici pochází z roku 1654.
Historie Bernova byla v minulosti úzce spojena s Leopoldovými Hamry. Leopoldovy Hamry byly prvně zmíněny roku 1350, tehdy pod názvem Luphartzgrün. Na počátku 19. století zde byla založena sklářská huť, okolo které byla postavena skupina domů. Při budování vodní nádrže Horka došlo k vystěhování obyvatel a kolem roku 1964 již byla většina domů Leopoldových Hamrů opuštěna.

## Přírodní poměry
Bernov se rozkládá na svazích předhůří Krušných hor klesajících směrem k Sokolovské pánvi. Spolu s okolními osadami leží na svorech krušnohorského krystalinika.

## Obyvatelstvo
V roce 1890 měl Bernov 164 obyvatel a v osadě bylo 35 domů. V polovině 19. století se osada rozrostla na 35 domů s 252 obyvateli. Muži si vydělávali jako dřevorubci nebo se zabývali výrobou perleťových knoflíků. Zbytky lastur pro výrobu perleťových knoflíků lze najít v osadě i širším okolí. Ženy většinou pracovaly v domácnosti, jako domácí práce často vyráběly krajky. Děti z této osady chodily do školy do Libnova. Poštou a farností náležela osada ke Krajkové.
| Rok            | 1869 | 1880 | 1890 | 1900 | 1910 | 1921 | 1930 | 1950 | 1961 | 1970 | 1980 | 1991 | 2001 | 2011 | 2021 |
| -------------- | ---- | ---- | ---- | ---- | ---- | ---- | ---- | ---- | ---- | ---- | ---- | ---- | ---- | ---- | ---- |
| Počet obyvatel | 416  | 396  | 302  | 315  | 281  | 296  | 308  | 89   | 48   | 8    | 3    | –    | 1    | 23   | 8    |
| Počet domů     | 51   | 60   | 62   | 56   | 53   | 53   | 55   | 50   | –    | 3    | 2    | –    | 3    | 8    | 3    |

| Rok            | 1869 | 1880 | 1890 | 1900 | 1910 | 1921 | 1930 | 1950 | 1961 | 1970 | 1980 | 1991 | 2001 | 2011 | 2021 |
| -------------- | ---- | ---- | ---- | ---- | ---- | ---- | ---- | ---- | ---- | ---- | ---- | ---- | ---- | ---- | ---- |
| Počet obyvatel | 202  | 201  | 138  | 126  | 126  | 149  | 142  | 37   | 37   | –    | –    | –    | –    | –    | –    |
| Počet domů     | 16   | 25   | 27   | 22   | 21   | 21   | 24   | 20   | –    | –    | –    | –    | –    | –    | –    |

## Obecní správa
Při sčítání lidu v letech 1850–1879 Bernov byl osadou obce Krajková v okrese Falknov.
V letech 1880–1952 byl osadou obce Leopoldovy Hamry v okrese Falknov nad Ohří (v letech 1890–1910 Falknov). Od roku 1953 je opět částí obce Krajková v okrese Sokolov.

## Pamětihodnosti
Jedinou architektonickou památkou je dům ev. č. 5 z roku 1799. Jedná se o roubené stavení s typickým hrázděním ve štítech. V této chalupě žil přibližně od roku 1965 se svou manželkou brněnský akademický sochař František Hořava.
V osadě roste památný strom Bernovský klen.